# Carry On (canción de Donna Summer)
«Carry On» es una canción de la cantante estadounidense Donna Summer y el compositor y productor discográfico italiano Giorgio Moroder. La canción fue lanzada en el álbum de Moroder Forever Dancing de 1992, por el sello discográfico Virgin Records. Fue escrito por Moroder y Marietta Waters, y producido por el primero.  
La canción cerró el álbum recopilatorio doble CD de Summer, The Donna Summer Anthology, lanzado por Polygram en 1993.
Durante la década de 1970, Moroder había coescrito y coproducido muchos de los éxitos disco de Donna Summer, y esta canción marcó la primera vez que los dos trabajaron juntos en más de una década. 
En Estados Unidos, "Carry On" alcanzó el número 25 en la lista Billboard Hot Dance Club Play y en Reino Unido llegó al número 65 en la UK Singles Chart.   

## Lista de canciones
- sencillo 7"[3]

A  "Carry On"  - 3:42
B  "Carry On" (Instrumental Version) - 3:40
- maxi 12[4]

A  "Carry On" (Extended Mix) – 7:15
B1 "Carry On" (Radio Version) - 3:42
B2 "Carry On" (Instrumental Version) - 3:40
- maxi CD[5]

1. "Carry On" (Original Mix) - 3:39
2. "Carry On" (Outta Control Radio) - 3:36
3. "Carry On" (Hysteria Radio) - 3:41
4. "Carry On" (Slammin' Cox Radio) - 3:57
5. "Carry On" (Outta Control Extended) - 6:42
6. "Carry On" (Hysteria Mix) - 6:47
7. "Carry On" (Slammin' Cox Mix) - 7:06
8. "Carry On" (Hot Tracks Mix) - 6:44
9. "Carry On" (Hysteriastrumental) - 6:45

## Posicionamiento en listas
| Lista (1997-1998)                              | Máxima posición |
| ---------------------------------------------- | --------------- |
| Estados Unidos (Billboard Hot Dance Club Play) | 25              |
| Reino Unido (UK Singles Chart)                 | 65              |